# 閃亮雙胞胎
《閃亮雙胞胎》（バカ姉弟）是安達哲在「週刊Young Magazine」不定期連載的日本漫画作品。獲得平成15年度第7屆日本新媒體動漫藝術節優秀賞。並且在資生堂ピエヌ的期間限定（2004年8月9日 - 12日）的廣告中加以實體化（全4話）。另外2009年10月到2010年6月也以《閃亮雙胞胎》之名播出電視動畫。

## 故事大綱
在東京都豐島區巢鴨中，一條有許多老人居住的街上住著一對年幼的雙胞胎姐弟。由於他們的雙親忙於工作而老是不在，讓他們因此經常與街上的人們有許多的互動並且因此逐漸成長。

## 登場人物

### 雙胞胎姊弟
本作主角、一對住在東京都豐島區巣鴨的雙胞胎姊弟。
由於雙親一直很忙常不在家（純一郎曰：父親是大學教授、母親是護士）只有他們兩人在家裡、家裡相當有錢（能夠住一晚要十六萬的旅館或是從ATM領取二十萬）等點而讓周圍的人都很擔心他們、使他們可以自在地生活著。大部分時間兩人都一起四處走走並且與任何人的關係也都相當好。對於任何事都會表現出他們的興趣、無論什麼都可以很美味地吃下去。運氣也相當好、就算是迷路也可以幫助別人。食量很大、即使有神經質的人說「吃路邊攤的東西會弄壞肚子喔」也是一樣大口地吃下去。當初被警察以「聲名狼藉的壞孩子」所害怕。連載初期，他們本來如日文名稱一樣是｢笨蛋姊弟｣、但漸漸地卻變成多才多藝的姊弟。4歲生日時由於父母的關係、搬到巢鴨的隔壁小鎮大和鄉（現在文京區本駒込六丁目附近）。
地主御寧莞（じぬし おねい）／ 台譯：閃閃
声 - 松岡由貴（日本）；林美秀（台灣）
雙胞胎的姊姊。第一人稱是「おねい」。身高70cm、体重20kg（小時候）（弟弟應該也是一樣的身高體重）。額頭很寬、光澤也贏過漆工並且有時能發出耀眼的光芒。不會說謊、總是能很快用臉孔表達出來。從小對於很多事就能夠表現其不凡的能力、特別是對於鋼琴更是能發揮出其天賦。所然討厭被撒嬌、但對於對自己親切的人會放開心胸。擅長模仿岸田劉生作的「麗子微笑」。在第五集的15年後成長為美麗的世界鋼琴家並且在歐洲相當活躍。另外「莞」這個字有「微笑」之意。
地主純一郎（じぬし じゅんいちろう）／ 台譯：亮亮
声 - 小林由美子（日本）；雷碧文（台灣）
雙胞胎的弟弟。第一人稱是「僕」。稱閃閃為「姊姊」。另外姊姊則叫他「小純」。
和天才的姐姐不同的是、喜歡閱讀圖鑑。擁有不像是三歲小孩般而不輸給大人的豐富知識與常識而屬於秀才型。
在姐姐上鋼琴課時，基本上都是一個人行動。似乎喜歡同間幼稚園的大和胡桃。喜歡的東西是鍬形蟲。在第五集的15年後，從其背景及周圍台詞來看、成為就讀與IT科系有關的東大生。

### 主要登場人物
志津香（しずか） ／ 台譯：春香
声 - 大原沙耶香（日本）；鄭仁君（台灣）
在巢鴨的料亭「稻月」工作的年輕女性。是姊弟母親的朋友、代替他們的雙親照顧姊弟。雖然為了讓姐弟成為優秀的大人而對他們施以英才教育、結果還是不成功並且老是為他們的行動感到擔心。姊弟都稱她為「志津阿姨（シズラー）」、也把這個稱呼登錄到手機上。稱閃亮雙胞胎叫「小姊弟」。
喜歡町田家的英俊先生，但一直沒辦法成功表白。

### 其他登場人物
大和胡桃（やまとくるみ） ／ 台譯：小未
声 - 金田朋子（日本）；雷碧文（台灣）
大和酒造董事長的女兒並且也是姐弟的好朋友。也是姐弟進入幼稚園後第一個交的朋友。經常戴著帽子。漫畫第5集中，在庚申塔迷路而被純一郎所救。
立花楓（たちばなかえで）／ 台譯：立花楓慧
声 - 川田妙子（日本）；龍顯蕙（台灣）
幼稚園同學。有一對三白眼，而且平常嘴巴呈現倒三角型，家裡也相當有錢。在姊弟剛進入幼稚園時，就騙他們「這裡不是幼稚園!」讓他們差點跑錯地方。喜歡在(包含睡覺時)頭上掛著一個大大的花飾。對於姊弟比自己還適合穿制服抱著嫉妒心而會想要妨礙他們，並且也把姊姊視為對手。
道夫(ミチオ) ／ 台譯：志銘
声 - 小松里歌（日本）；鄭仁君（台灣）
幼稚園同學。戴著一項黃色帽子，喜歡姊姊，也會為她做任何事。
戽斗兄弟(アゴ兄弟)
幼稚園同學，也是姐弟的好友。雖然兩人都相當沉默，但有時會有比姊弟更大膽的行動。
典史一行人（のりふみくんたち）
声 - 天田有希子（典史）、梅田貴公美（真吾）、笹島かほる（孝之）
姐弟在巢鴨們的好友。常與姊弟們一起打棒球、玩相撲、或是在參拜日以及市場等地方玩。
小明(アキラくん)
擁有透視能力的孩子。被姊姊看穿有超能力。
小薰(カオルくん)
一起上巴哈音樂教室的孩子。雖然有敏銳的聽覺，卻不擅於演出、所以拜託姊姊去幫他表演。
良太
声 - 佐藤佑子（日本）
良兵衛(よしベエ)
声 - 青山桐子（日本）
一輝（カズキ）
声 - 坂戸こまつな（日本）
木山
声 - 峰あつ子（日本）
美智子老師
声 - 岡村明美（日本）；龍顯蕙（台灣）
閃閃和亮亮所上的幼稚園的班導師
滿武權造 ／ 台譯：權爺爺
声 - 加藤精三（日本）；蔣鐵城（台灣）
年輕時活躍於歐洲的鋼琴家。現在已經退休。因為老家被拿來舉辦插花教室，讓他愛用的鋼琴因此被收到倉庫中。是姊姊的鋼琴老師。
石田公平 ／ 台譯：阿立
声 - 子安武人（日本）；蔣鐵城（台灣）
在奇怪的訪問買賣公司工作、由於公司破產而再到郵購公司上班，之後仍不斷變換工作。似乎因為姊弟的關係，讓公司業績能持續上揚。喜歡志津香。
常盤先生(トキワさん)
鎮上的照相館的老版。會拍下姊弟的相片送給他們的雙親。
原型來自攝影家荒木經惟。
楓慧的曾祖父
雖然看起來是名常臥病不起的老人、不過被姊弟發現是騙人的。以後便很喜歡跑去找他們兩人。
阿滿(みっちゃん)
推理小說作家。有二千冊的書而會用電話對姊弟說床邊故事。很重視自己第一次以稿費買下的萬寶龍鋼筆。
佐惠子(サエコ)
巴哈音樂教室的教師。很欣賞姊姊的才能、就算姊姊長大後也依然在公眾場合及私底下支持她的音樂活動。喜歡使用ノルウェー・リボ公司作的椅子。
田代 ／ 台譯：田老師
声 - 高島雅羅（日本）；龍顯蕙（台灣）
嚴格的鋼琴教師。開發出鍛鍊指力的固定器。常穿著藍色貝雷帽與工作服。雖然相當欣賞亮亮的才華，但因為教學嚴厲，讓自由奔放的亮亮相當討厭她，最後只上了一次課後就離開了。
葉山
年輕的日本鋼琴家。小時候就接受田代的鋼琴英才教育並且能夠因此出席在維也納的演奏會。
艾倫‧下山(アラン・シモヤマ)
声 - 金丸淳一（日本）；林谷珍（台灣）
法國記者，爺爺是日本人。為了寫關於日本的報導，而住在日本來研究整個日本文化。
町田家
声 - 三木真一郎（俊介／台譯：英俊）、長嶝高士（耕造）、菅原淳一（父）、西川宏美（母）（日本）；林谷珍、劉傑、龍顯蕙、（台灣）
一家務農的農夫，其中以俊介最常登場。常會邀請她與雙胞胎一起參加家裡的活動，並且也總是會發出閃亮的笑容。
對於志津香有好感，不過似乎無法完全察覺她的心意。
渡部夫婦
声 - 辻親八（渡部五郎）、光明寺敬子（渡部千佳子）；蔣鐵城、鄭仁君（台灣）
住在姊弟家隔壁的夫婦。而妻子，千佳子似乎很在意閃閃亮亮的一舉一動並且也把他們看成像是會作什麼壞事一般。
八百滿
声 - 田原アルノ（日本）；劉傑（台灣）
蔬菜店老版。常與魚餐廳老版吵架、實際上兩人的關係很好。
魚餐廳老版
声 - 松本保典（日本）；林谷珍（台灣）
魚餐廳老版。常與蔬菜店老版吵架、實際上兩人的關係很好。另外台灣版中，講話有台灣國語的腔調。
和牛店夫婦
声 - 小形滿（幸造）、くじら（伸子）；蔣鐵城、龍顯蕙（台灣）
經營烤肉店「和牛」的夫婦。順帶一提，老闆年輕時的頭髮相當長髮飄逸。
肉店夫婦
声 - 島香裕（店主）、華木ミヤ（女老版）；林谷珍、鄭仁君（台灣）
旁白
声 - 萩野志保子（朝日電視台主播）；龍顯蕙（台灣）
由本人擔任本作的旁白。就連上個節目『我們這一家』的次回預告旁白也是由她負責。

## 電視動畫
本作以《閃亮雙胞胎》（ご姉弟物語（ごきょうだいものがたり））為名而從2009年10月10日在朝日電視台系列播放到2010年6月26日。
工作人員則是由《我們這一家》與從2002年開始每年夏天都會播放的《戰爭童話》系列，兩組人員所組成。
基本上動畫版內容幾乎都是原創、反而採用原作的集數相當少。

### 工作人員
- 原作 - 安達哲　「バカ姉弟」（講談社「週刊Young Magazine」）
- 企画 - 杉山登（日语：杉山登）（朝日電視台） 加藤良雄（新銳動畫）
- 監督 - 八角哲夫
- 角色設定 - 關修一（日语：関修一）
- 總作画監督 - 大武正枝
- 美術監督 - 岡部真由美（～23回）→越膳滝美
- 色彩設計 - 蝦名佳代子
- 攝影監督 - 箭内光一
- 編輯 - 岡安Promotion 小島俊彥・中葉由美子、藤本理子
- 音樂 - 相良まさえ
- 音響監督 - 大熊昭
- 助理製作人 - 大金修一（新銳動畫）
- 製作人 - 岸本隆宏（朝日）、杉澤義文（ADK）、魁生聡（新銳動畫）
- 動畫制作 - 新銳動畫
- 制作 - 朝日電視台、旭通廣告、新銳動畫

### 主題曲
片頭曲「マウンテン」
作詞・作曲・編曲 - 田村歩美、歌 - たむらぱん（日本古倫美亞）
　※順便一提，這首曲子被BS日本用來作為「ボウリング革命 P★League」片尾曲。（2010年4月～9月）
片尾曲「ポレポレいこう」（24回～短縮版本）
作詞・作曲・編曲 - さがらまさえ、歌 - 近江知永與Palette（BinaryMixx Records）

### 各話標題
播放日則是以日本為準。
| 話数   | 播放日   | 標題   | 中文標題         | 劇本         | 分鏡           | 導演           | 作画監督          |
| 2009年 | 2009年   | 2009年 | 2009年           | 2009年       | 2009年         | 2009年         | 2009年            |
| ------ | -------- | ------ | ---------------- | ------------ | -------------- | -------------- | ----------------- |
| 第1話  | 10月10日 |        | 下町的雙胞胎天使 | 八角哲夫     | 八角哲夫       | 麦野アイス     | 大武正枝 鈴木大司 |
| 第1話  | 10月10日 |        | 姊姊的味道       | うえのきみこ | 麦野アイス     | 麦野アイス     | 大武正枝          |
| 第2話  | 10月17日 |        | 西斯拉登場       | 河原ゆうじ   | 朴京順         | 朴京順         | 茂木琢次          |
| 第2話  | 10月17日 |        | 我們是迷路小孩   | 田嶋久子     | 朴京順         | 朴京順         | 前田一雪          |
| 第3話  | 10月24日 |        | 偉哉日本         | 翁妙子       | 伊藤潤         | 伊藤潤         | 樋口善法          |
| 第3話  | 10月24日 |        | 今天要住哪裡     | 清水東       | 山本秀世       | 鈴木健太郎     | 小村方宏治        |
| 第4話  | 10月31日 |        | 想去看祭典       | 河原ゆうじ   | 牛草健         | 牛草健         | 宍戸久美子        |
| 第4話  | 10月31日 |        | 不明的拜訪者     | 田嶋久子     | 牛草健         | 牛草健         | 大武正枝          |
| 第5話  | 11月7日  |        | 姊姊是公主       | 翁妙子       | 木野雄         | 木野雄         | 尾鷲英俊          |
| 第5話  | 11月7日  |        | 晚上散步         | 清水東       | 木野雄         | 木野雄         | 大武正枝          |
| 第6話  | 11月14日 |        | 幼稚園入學       | 河原ゆうじ   | 麦野アイス     | 麦野アイス     | 宍戸久美子        |
| 第6話  | 11月14日 |        | 無法做同盟       | うえのきみこ | 麦野アイス     | 麦野アイス     | 大武正枝          |
| 第7話  | 11月21日 |        | 姊姊的鋼琴       | 翁妙子       | パクキョンスン | パクキョンスン | 大武正枝          |
| 第7話  | 11月21日 |        | 挖地瓜           | うえのきみこ | パクキョンスン | パクキョンスン | 前田一雪          |
| 第8話  | 11月28日 |        | 在農地學習       | 清水東       | 伊藤潤         | 伊藤潤         | 樋口善法          |
| 第8話  | 11月28日 |        | 阿滿的戀情       | 田嶋久子     | 山本秀世       | 鈴木健太郎     | 小村方宏治        |
| 第9話  | 12月5日  |        | 彩券沒中獎       | 田嶋久子     | 牛草健         | 牛草健         | 宍戸久美子        |
| 第9話  | 12月5日  |        | 姊姊、純與鋼琴   | 翁妙子       | 牛草健         | 牛草健         | 尾鷲英俊          |
| 第10話 | 12月19日 |        | 忙碌的幼稚園     | うえのきみこ | 木野雄         | 木野雄         | 釘宮洋            |
| 第10話 | 12月19日 |        | 我看到貓妖了     | 翁妙子       | 木野雄         | 木野雄         | 前田一雪          |
| 第11話 | 12月26日 |        | 聖誕快樂         | 清水東       | 葛谷直行       | 麦野アイス     | 宍戸久美子        |
| 第11話 | 12月26日 |        | 西斯拉是貴夫人？ | うえのきみこ | 麦野アイス     | 麦野アイス     | 大武正枝          |
| 2010年 |          |        |                  |              |                |                |                   |
| 第12話 | 1月16日  |        | 驚人的賀年卡     | 河原ゆうじ   | パクキョンスン | パクキョンスン | 尾鷲英俊          |
| 第12話 | 1月16日  |        | 天岩戶           | 清水東       | パクキョンスン | パクキョンスン | 大武正枝          |
| 第13話 | 1月23日  |        | 這裡是雪國       | 翁妙子       | 橋本昌和       | 鈴木健太郎     | 鍋田香代子        |
| 第13話 | 1月23日  |        | 花圈圈大騷動     | 清水東       | 山本秀世       | 伊藤潤         | 樋口善法          |
| 第14話 | 1月30日  |        | 兩人去巴黎       | 清水東       | 牛草健         | 牛草健         | 宍戸久美子        |
| 第14話 | 1月30日  |        | 買鋼琴吧         | 翁妙子       | 牛草健         | 牛草健         | 大武正枝          |
| 第15話 | 2月6日   |        | 姊弟吵架         | うえのきみこ | 釘宮洋         | 木野雄         | 前田一雪          |
| 第15話 | 2月6日   |        | 公園的鱷魚       | 河原ゆうじ   | 木野雄         | 木野雄         | 大武正枝          |
| 第16話 | 2月13日  |        | 小楓的生日派對   | うえのきみこ | 麦野アイス     | 麦野アイス     | 宍戸久美子        |
| 第16話 | 2月13日  |        | 今天獨自一人     | 翁妙子       | 麦野アイス     | 麦野アイス     | 茂木琢次          |
| 第17話 | 2月20日  |        | 在寺廟修行       | 田嶋久子     | 山岡実         | 岡村正弘       | 花井宏和          |
| 第17話 | 2月20日  |        | 嚇一跳回收       | 清水東       | 高柳哲司       | 岡村正弘       | 空流辺広子        |
| 第18話 | 2月27日  |        | 在南國說你好     | うえこきみこ | パクキョンスン | パクキョンスン | 尾鷲英俊          |
| 第18話 | 2月27日  |        | 一起玩泥土       | 翁妙子       | パクキョンスン | パクキョンスン | 前田一雪          |
| 第19話 | 3月13日  |        | 電車遊戲         | 清水東       | 橋本昌和       | 鈴木健太郎     | 鍋田香代子        |
| 第19話 | 3月13日  |        | 女兒節           | 翁妙子       | 山本秀世       | 伊藤潤         | 樋口善法          |
| 第20話 | 3月20日  |        | 緊盯大消息       | うえのきみこ | 牛草健         | 牛草健         | 宍戸久美子        |
| 第20話 | 3月20日  |        | 呼叫UFO          | 清水東       | 釘宮洋         | 牛草健         | 鈴木大司          |
| 第21話 | 3月27日  |        | 扮家家酒         | うえのきみこ | 木野雄         | 木野雄         | 大武正枝          |
| 第21話 | 3月27日  |        | 義賣會大騷動     | 清水東       | 牛草健         | 木野雄         | 宍戸久美子        |
| 第22話 | 4月3日   |        | 小小舞者         | 田嶋久子     | サトウ光敏     | 岡村正弘       | 空流辺広子        |
| 第22話 | 4月3日   |        | 爸爸的寶物       | 翁妙子       | 高柳哲司       | 岡村正弘       | 空流辺広子        |
| 第23話 | 4月10日  |        | 斯巴達式鋼琴課程 | 翁妙子       | 麦野アイス     | 麦野アイス     | 大武正枝          |
| 第23話 | 4月10日  |        | 將信送來         | 翁妙子       | 麦野アイス     | 麦野アイス     | 尾鷲英俊          |
| 第24話 | 4月24日  |        | 可怕紙牌         | 清水東       | パクキョンスン | パクキョンスン | 前田一雪          |
| 第24話 | 4月24日  |        | 西斯拉感冒了     | 清水東       | パクキョンスン | パクキョンスン | 宍戸久美子        |
| 第25話 | 5月1日   |        | 遵命！盆栗應援團 | うえのきみこ | 橋本昌和       | 鈴木健太郎     | 鍋田香代子        |
| 第25話 | 5月1日   |        | 我愛雷電         | 田嶋久子     | 山本秀世       | 伊藤潤         | 樋口善法          |
| 第26話 | 5月8日   |        | 不需要占卜       | 翁妙子       | 牛草健         | 牛草健         | 大武正枝          |
| 第26話 | 5月8日   |        | 一起拿太鼓       | 清水東       | 高柳哲司       | 牛草健         | 青木清年          |
| 第27話 | 5月15日  |        | 唱歌的老兄       | うえのきみこ | 釘宮洋         | 木野雄         | 茂木琢次          |
| 第27話 | 5月15日  |        | 愉快的露營       | 翁妙子       | 木野雄         | 木野雄         | 尾鷲英俊          |
| 第28話 | 5月29日  |        | 選舉大騷動       | うえのきみこ | 高柳哲司       | 北村真咲       | 矢吹英子          |
| 第28話 | 5月29日  |        | 要注意出入門戶   | 田嶋久子     | 高柳哲司       | 北村真咲       | 今岡大            |
| 第29話 | 6月5日   |        | 恐怖的體力測量   | 清水東       | 高柳哲司       | パクキョンスン | 前田一雪          |
| 第29話 | 6月5日   |        | 由我來導覽       | 翁妙子       | パクキョンスン | パクキョンスン | 大武正枝          |
| 第30話 | 6月12日  |        | 繃帶的誘惑       | 翁妙子       | 山本秀世       | 伊藤潤         | 樋口善法          |
| 第30話 | 6月12日  |        | 我討厭注射       | うえのきみこ | 橋本昌和       | 鈴木健太郎     | 鍋田香代子        |
| 第31話 | 6月19日  |        | 任性的珍盤       | 清水東       | 牛草健         | 牛草健         | 宍戸久美子        |
| 第31話 | 6月19日  |        | 世界盃           | うえのきみこ | 牛草健         | 牛草健         | 青木清年          |
| 最終話 | 6月26日  |        | 五月雨交響曲     | 田嶋久子     | 高柳哲司       | 三宅和男       | 矢吹英子          |
| 最終話 | 6月26日  |        | 再會了閃亮雙胞胎 | 清水東       | 高柳哲司       | 木野雄         | 宍戸久美子        |